# Günther Mader
Günther Mader (Matrei am Brenner, 24 giugno 1964) è un ex sciatore alpino austriaco. Atleta polivalente, è stato tra gli anni 1980 e gli anni 1990 uno dei punti di forza della squadra austriaca. Uno dei pochi sciatori in grado di riuscire a vincere in tutte e cinque le specialità dello sci alpino in Coppa del Mondo, nel suo palmarès vanta fra l'altro una medaglia olimpica, sei iridate e una Coppa del Mondo di slalom gigante.

## Biografia

### Carriera sciistica

#### Stagioni 1981-1987
Mader colse il primo successo in carriera agli Europei juniores di Škofja Loka 1981 aggiudicandosi la medaglia d'argento nello slalom gigante; l'anno dopo ai Mondiali juniores di Auron 1982 vinse la medaglia d'oro nella medesima specialità. In Coppa del Mondo ottenne il primo piazzamento di rilievo il 22 dicembre dello stesso anno, arrivando 7º nel supergigante di Madonna di Campiglio, e in quella stagione 1982-1983 in Coppa Europa vinse la classifica di specialità dello slalom gigante, mentre nel 1985 esordì ai Campionati mondiali: nella rassegna iridata di Bormio fu 8º nella combinata.
Il 21 febbraio 1986 salì per la prima volta sul gradino più alto del podio in Coppa del Mondo, vincendo la combinata di Wengen, mentre nel 1987 fu al cancelletto di partenza dei Mondiali di Crans-Montana dove ottenne la medaglia d'argento nello slalom speciale, quella di bronzo nella combinata e si classificò 13º nel supergigante.

#### Stagioni 1988-1991
Ai XV Giochi olimpici invernali di Calgary 1988, sua prima presenza olimpica, prese parte a tutte le gare di sci alpino, piazzandosi 19º nella discesa libera, 5º nel supergigante, 11º nello slalom gigante e non completando lo slalom speciale e la combinata. In quella stagione 1987-1988 in Coppa del Mondo si piazzò al 2º posto nella classifica di slalom speciale, staccato di 101 punti dall'italiano Alberto Tomba.
Ai Mondiali di Vail 1989 si aggiudicò un'altra medaglia di bronzo, sempre nella combinata, mentre nel 1989-1990 vinse la Coppa del Mondo di slalom gigante arrivando a pari merito con il norvegese Ole Kristian Furuseth, si classificò 2º in quella di supergigante, superato dallo svizzero Pirmin Zurbriggen di 27 punti, e 3º in quella generale. Il 6 gennaio 1991 vinse l'impegnativo supergigante della Kandahar di Garmisch-Partenkirchen e in seguito si confermò specialista della combinata, cogliendo un'altra medaglia di bronzo in occasione dei Mondiali di Saalbach-Hinterglemm 1991 dove fu anche 12º nel supergigante, 14º nello slalom gigante e 13º nello slalom speciale.

#### Stagioni 1992-1995
Ai XVI Giochi olimpici invernali di Albertville 1992 riuscì ad aggiudicarsi la medaglia di bronzo nella discesa libera, chiudendo alle spalle del connazionale Patrick Ortlieb e del francese Franck Piccard; si classificò inoltre 7º nel supergigante, 6º nello slalom gigante e non completò la combinata. Quell'anno in Coppa del Mondo fu 3º nella classifica di supergigante, mentre nella stagione 1992-1993 prese parte ai Mondiali di Morioka, piazzandosi 17º nella discesa libera, 18º nello slalom gigante e 4º nella combinata, e fu 2º nella classifica della Coppa del Mondo di supergigante a 113 punti dal vincitore, il norvegese Kjetil André Aamodt.
Ai XVII Giochi olimpici invernali di Lillehammer 1994 prese nuovamente parte a tutte le gare di sci alpino, piazzandosi 19º nella discesa libera, 9º nel supergigante, 11º nello slalom gigante, 4º nella combinata e non completando lo slalom speciale. Nella stagione 1994-1995 vinse l'impegnativo supergigante della Streifalm di Kitzbühel il 16 gennaio e a fine stagione risultò 2º sia nella Coppa del Mondo generale, superato da Tomba di 375 punti, sia in quella di supergigante, battuto dall'italiano Peter Runggaldier di 82 punti.

#### Stagioni 1996-1998
Il 13 gennaio 1996 Mader riuscì nell'impresa di giungere primo sulla pista più ambita dai discesisti, la Streif di Kitzbühel, aggiudicandosi anche, il giorno dopo, la combinata dell'Hahnenkamm. Ai Mondiali di Sierra Neveda 1996 vinse ancora una volta la medaglia di bronzo nella combinata, oltre a piazzarsi 6º nella discesa libera, 7º nel supergigante e 12º nello slalom gigante; a fine stagione in Coppa del Mondo fu 2º sia nella classifica generale, superato dal norvegese Lasse Kjus di 225 punti, sia in quella di discesa libera, battuto dal francese Luc Alphand di 170 punti. Si aggiudicò invece la classifica di combinata, che all'epoca non prevedeva l'assegnazione di una coppa di cristallo.
Il 12 gennaio 1997 ottenne a Chamonix in combinata la sua ultima vittoria in Coppa del Mondo, nonché ultimo podio; ai successivi Mondiali di a Sestriere, sua ultima presenza iridata, vinse la medaglia di bronzo nel supergigante, mentre al congedo olimpico, Nagano 1998, si piazzò 4º nella combinata, l'unica gara cui prese parte. Concluse l'attività agonistica il 14 marzo 1998 in occasione dello slalom gigante di Coppa del Mondo disputato a Crans-Montana, che chiuse al 17º posto.

### Altre attività
Colpito da un ictus appena tredici giorni dopo il ritiro, Mader affrontò un lungo percorso di riabilitazione, coronato da successo quasi completo, per riaversi dalle conseguenze, poiché era rimasto paralizzato nella parte destra del corpo e aveva perso gran parte della capacità di parola. Narrò il suo percorso in un'autobiografia, ÜberLeben. In seguito assunse l'incarico di responsabile di gara per conto della Salomon, nota azienda produttrice di attrezzatura sportiva invernale.

## Palmarès

### Olimpiadi
- 1 medaglia:
  - 1 bronzo (discesa libera ad Albertville 1992)

### Mondiali
- 6 medaglie:
  - 1 argento (slalom speciale a Crans-Montana 1987)
  - 5 bronzi (combinata a Crans-Montana 1987; combinata a Vail 1989; combinata a Saalbach-Hinterglemm 1991; combinata a Sierra Nevada 1996; supergigante a Sestriere 1997)

### Mondiali juniores
- 1 medaglia:
  - 1 oro (slalom gigante ad Auron 1982)

### Europei juniores
- 1 medaglia:
  - 1 argento (slalom gigante a Škofja Loka 1981)[1]

### Coppa del Mondo
- Miglior piazzamento in classifica generale: 2º nel 1995 e nel 1996
- Vincitore della Coppa del Mondo di slalom gigante nel 1990
- Vincitore della classifica di combinata nel 1996[3]
- 44 podi:
  - 14 vittorie
  - 12 secondi posti
  - 18 terzi posti

#### Coppa del Mondo - vittorie
| Data             | Località               | Paese       | Specialità |
| ---------------- | ---------------------- | ----------- | ---------- |
| 21 febbraio 1986 | Wengen                 | Svizzera    | KB         |
| 2 marzo 1986     | Geilo                  | Norvegia    | SL         |
| 20 marzo 1988    | Åre                    | Svezia      | KB         |
| 2 dicembre 1989  | Mont-Sainte-Anne       | Canada      | GS         |
| 30 gennaio 1990  | Les Menuires           | Francia     | SG         |
| 6 gennaio 1991   | Garmisch-Partenkirchen | Germania    | SG         |
| 8 marzo 1992     | Panorama               | Canada      | SG         |
| 28 marzo 1993    | Whistler               | Canada      | SG         |
| 27 novembre 1993 | Park City              | Stati Uniti | GS         |
| 12 dicembre 1993 | Val-d'Isère            | Francia     | SG         |
| 16 gennaio 1995  | Kitzbühel              | Austria     | SG         |
| 13 gennaio 1996  | Kitzbühel              | Austria     | DH         |
| 14 gennaio 1996  | Kitzbühel              | Austria     | KB         |
| 12 gennaio 1997  | Chamonix               | Francia     | KB         |

Legenda:

DH = discesa libera

SG = supergigante

GS = slalom gigante

SL = slalom speciale

KB = combinata

### Coppa Europa
- Vincitore della classifica di slalom gigante nel 1983[1]

### Campionati austriaci
- 6 medaglie[1]:
  - 3 ori (slalom speciale nel 1987; supergigante, slalom speciale nel 1990)
  - 2 argenti (slalom gigante nel 1987; slalom gigante nel 1992)
  - 1 bronzo (slalom gigante nel 1995)

### Campionati austriaci juniores
- 1 medaglia[1]:
  - 1 argento (slalom speciale nel 1982)

## Statistiche

### Podi in Coppa del Mondo
| Stagione/Specialità | Discesa libera | Discesa libera | Discesa libera | Supergigante | Supergigante | Supergigante | Slalom gigante | Slalom gigante | Slalom gigante | Slalom speciale | Slalom speciale | Slalom speciale | Combinata | Combinata | Combinata | Podi totali |
| ------------------- | -------------- | -------------- | -------------- | ------------ | ------------ | ------------ | -------------- | -------------- | -------------- | --------------- | --------------- | --------------- | --------- | --------- | --------- | ----------- |
| Stagione/Specialità | 1º             | 2º             | 3º             | 1º           | 2º           | 3º           | 1º             | 2º             | 3º             | 1º              | 2º              | 3º              | 1º        | 2º        | 3º        | Podi totali |
| 1983                |                |                |                |              |              |              |                |                |                |                 |                 |                 |           |           |           | 0           |
| 1984                |                |                |                |              |              |              |                |                |                |                 |                 |                 |           |           |           | 0           |
| 1985                |                |                |                |              |              |              |                |                |                |                 |                 |                 |           |           |           | 0           |
| 1986                |                |                |                |              |              |              |                |                |                | 1               |                 |                 | 1         |           |           | 2           |
| 1987                |                |                |                |              |              |              |                |                |                |                 |                 | 1               |           |           |           | 1           |
| 1988                |                |                |                |              |              |              |                | 1              |                |                 |                 | 3               | 1         |           |           | 5           |
| 1989                |                |                |                |              |              |              |                |                |                |                 |                 |                 |           |           |           | 0           |
| 1990                |                |                |                | 1            | 1            | 1            | 1              | 1              | 2              |                 |                 |                 |           |           | 1         | 8           |
| 1991                |                |                |                | 1            |              |              |                |                |                |                 |                 |                 |           |           | 1         | 2           |
| 1992                |                | 1              |                | 1            | 1            |              |                |                |                |                 |                 |                 |           | 1         |           | 4           |
| 1993                |                |                | 2              | 1            | 1            | 1            |                |                |                |                 |                 |                 |           | 1         | 2         | 8           |
| 1994                |                |                |                | 1            |              |              | 1              |                |                |                 |                 |                 |           |           | 1         | 3           |
| 1995                |                |                | 1              | 1            |              |              |                | 1              | 1              |                 |                 |                 |           |           | 1         | 5           |
| 1996                | 1              | 1              |                |              |              |              |                |                |                |                 |                 |                 | 1         | 1         |           | 4           |
| 1997                |                |                |                |              | 1            |              |                |                |                |                 |                 |                 | 1         |           |           | 2           |
| 1998                |                |                |                |              |              |              |                |                |                |                 |                 |                 |           |           |           | 0           |
| Totale              | 1              | 2              | 3              | 6            | 4            | 2            | 2              | 3              | 3              | 1               | 0               | 4               | 4         | 3         | 6         | 44          |
| Totale              | 6              | 6              | 6              | 12           | 12           | 12           | 8              | 8              | 8              | 5               | 5               | 5               | 13        | 13        | 13        | 44          |